# Guettarda sageretioides
Guettarda sageretioides là một loài thực vật có hoa trong họ Thiến thảo. Loài này được Ant.Molina mô tả khoa học đầu tiên năm 1952.